# Nossoncourt
Nossoncourt ist eine französische Gemeinde mit 125 Einwohnern (1. Januar 2022) im Département Vosges der Region Grand Est. Sie gehört zum Arrondissement Épinal und zum Kommunalverband Région de Rambervillers.

## Geografie
Die Gemeinde Nossoncourt liegt im Tal der Belvitte, einem Nebenfluss der Mortagne, im westlichen Vorland der Vogesen, etwa 34 Kilometer nordöstlich von Épinal. Die Kleinstadt Rambervillers liegt acht Kilometer südlich, die Stadt Baccarat acht Kilometer nordöstlich von Nossoncourt. Nachbargemeinden von Nossoncourt sind Bazien im Norden, Ménil-sur-Belvitte im Osten, Anglemont im Süden, Doncières im Westen sowie Ménarmont im Nordwesten.

## Geschichte
Der Ortsname entstand in gallorömischer Zeit aus Nothonis-currus. Keimzelle von Nossoncourt war ein Schloss aus dem 14. Jahrhundert mit dem dazugehörigen Dorf einen Kilometer östlich des Schlosses. Hier befand sich der Hauptort eines Bannes, dem auch die Gebiete der heutigen Gemeinden Anglemont, Bazien, Sainte-Barbe, Menil-sur-Belvitte, Ménarmont und Xaffévillers angehörten. Während des Ancien Régime gehörte die Pfarrei St. Martin in Nossoncourt zur Diözese Nancy. Eine Urkunde aus dem Jahr 1345 führte Nossoncourt als zur Diözese Metz zugehörig. Die Pfarrer in Nossoncourt kamen aus der Abtei Senones. 1635 wurde Nossoncourt wie viele andere Dörfer der Umgebung von schwedischen Truppen zerstört. Auch 1914 gab es in Nossoncourt massive Zerstörungen.
Eine Keimzelle der Entstehung des Ortes war das Schloss Nossoncourt (Château de ville) auf halbem Weg nach Doncières. Im 11. Jahrhundert stand an der Stelle des heutigen Schlosses eine erste Burg, die auf Initiative des Bischofs von Metz erbaut wurde. Nach vielen Besitzerwechseln und der Zerstörung folgte im 17. Jahrhundert ein Schloss der Herren De Menonville. Im frühen 19. Jahrhundert kam es an die Familie Ravinel. Nach der Zerstörung im Krieg 1914 wurde das Schloss 1920 neu aufgebaut. Einzig erhalten von der ursprünglichen Burg sind die Südfassade und das Torhaus mit seinen zwei Renaissance-Türmen. Das Schloss ist bis heute in Privatbesitz der Familie Ravinel und kann nur von außen besichtigt werden.

### Bevölkerungsentwicklung
| Jahr      | 1962 | 1968 | 1975 | 1982 | 1990 | 1999 | 2006 | 2013 | 2021 |
| Einwohner | 143  | 118  | 122  | 94   | 106  | 122  | 106  | 106  | 128  |

Im Jahr 1831 wurde mit 431 Bewohnern die bisher höchste Einwohnerzahl ermittelt. Die Zahlen basieren auf den Daten von cassini.ehess und INSEE.

## Sehenswürdigkeiten
- Kirche St. Martin aus dem 19. Jahrhundert
- Schloss Nossoncourt
- Gefallenendenkmal

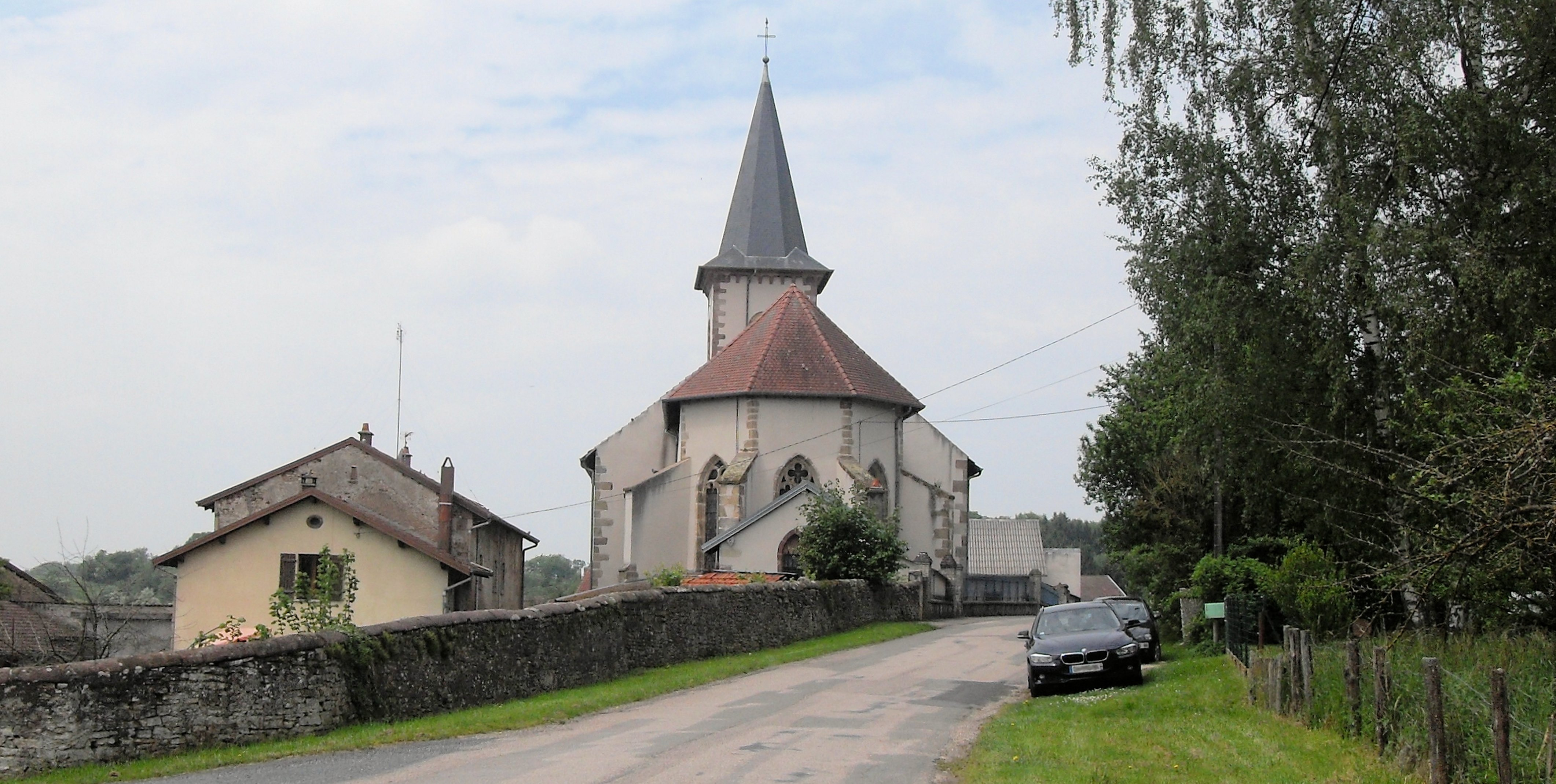
Kirche St. Martin
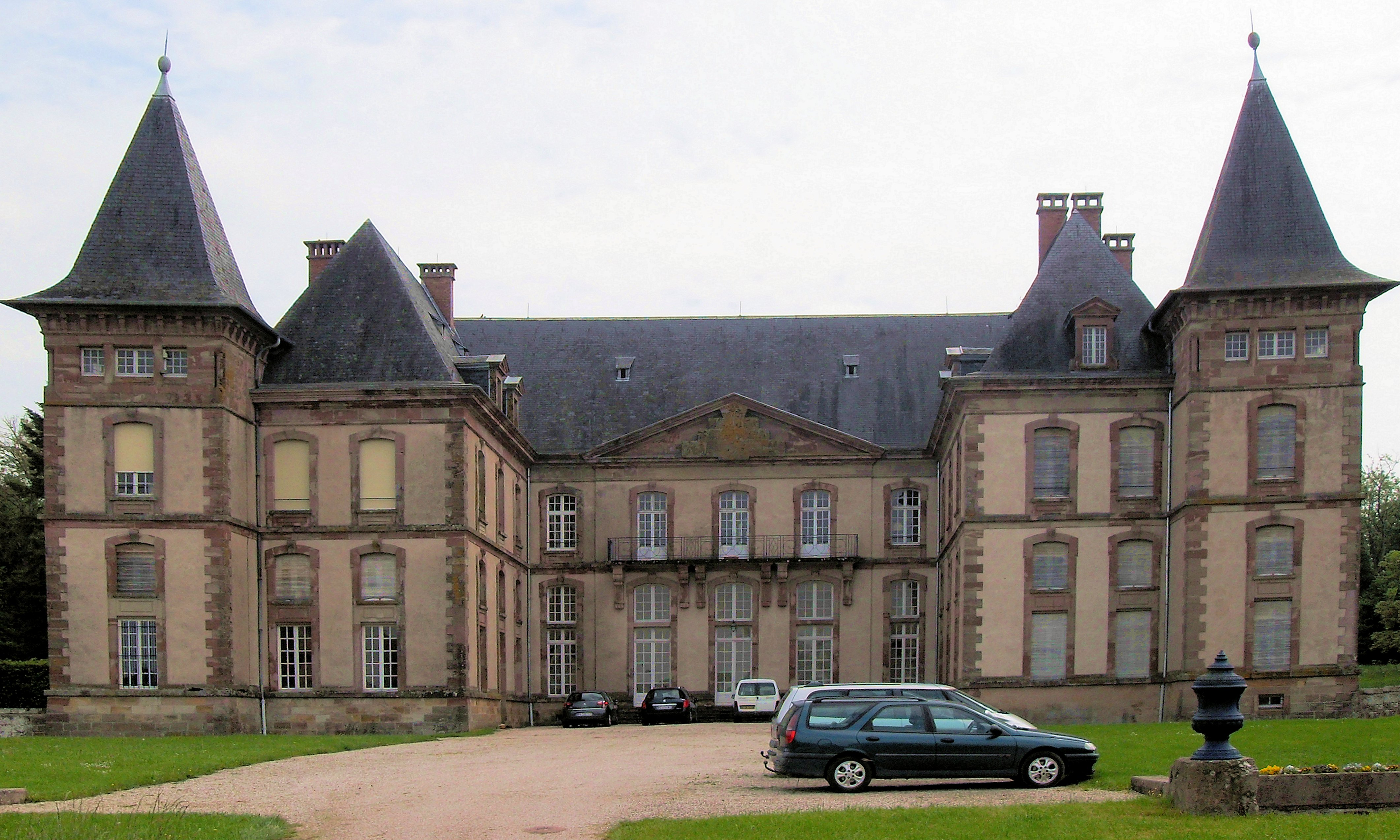
Schloss Nossoncourt, Westfassade

## Wirtschaft und Infrastruktur
In der Gemeinde sind vier Landwirtschaftsbetriebe ansässig (Gemüseanbau, Viehzucht).
Nossoncourt liegt abseits der überregional wichtigen Verkehrswege. In der acht Kilometer nordöstlich gelegenen Stadt Baccarat besteht ein Anschluss an die autobahnartig ausgebaute RN 59 von Lunéville nach Sélestat. In Baccarat befindet sich auch der nächste Bahnhof an der Bahnstrecke Lunéville–Saint-Dié.

## Belege
1. ↑  Nossoncourt auf Vosges-archives.com (Memento des Originals vom 17. September 2016 im Internet Archive)  Info: Der Archivlink wurde automatisch eingesetzt und noch nicht geprüft. Bitte prüfe Original- und Archivlink gemäß Anleitung und entferne dann diesen Hinweis. (französisch, PDF-Datei)
2. ↑  Schloss Nossoncourt auf petit-patrimoine.com (französisch)
3. ↑  Nossoncourt auf cassini.ehess
4. ↑  Nossoncourt auf INSEE
5. ↑  Landwirtschaftsbetriebe auf annuaire-mairie.fr (französisch)